# Staurophora ocellata
Staurophora ocellata là một loài bướm đêm trong họ Noctuidae.